# Gur

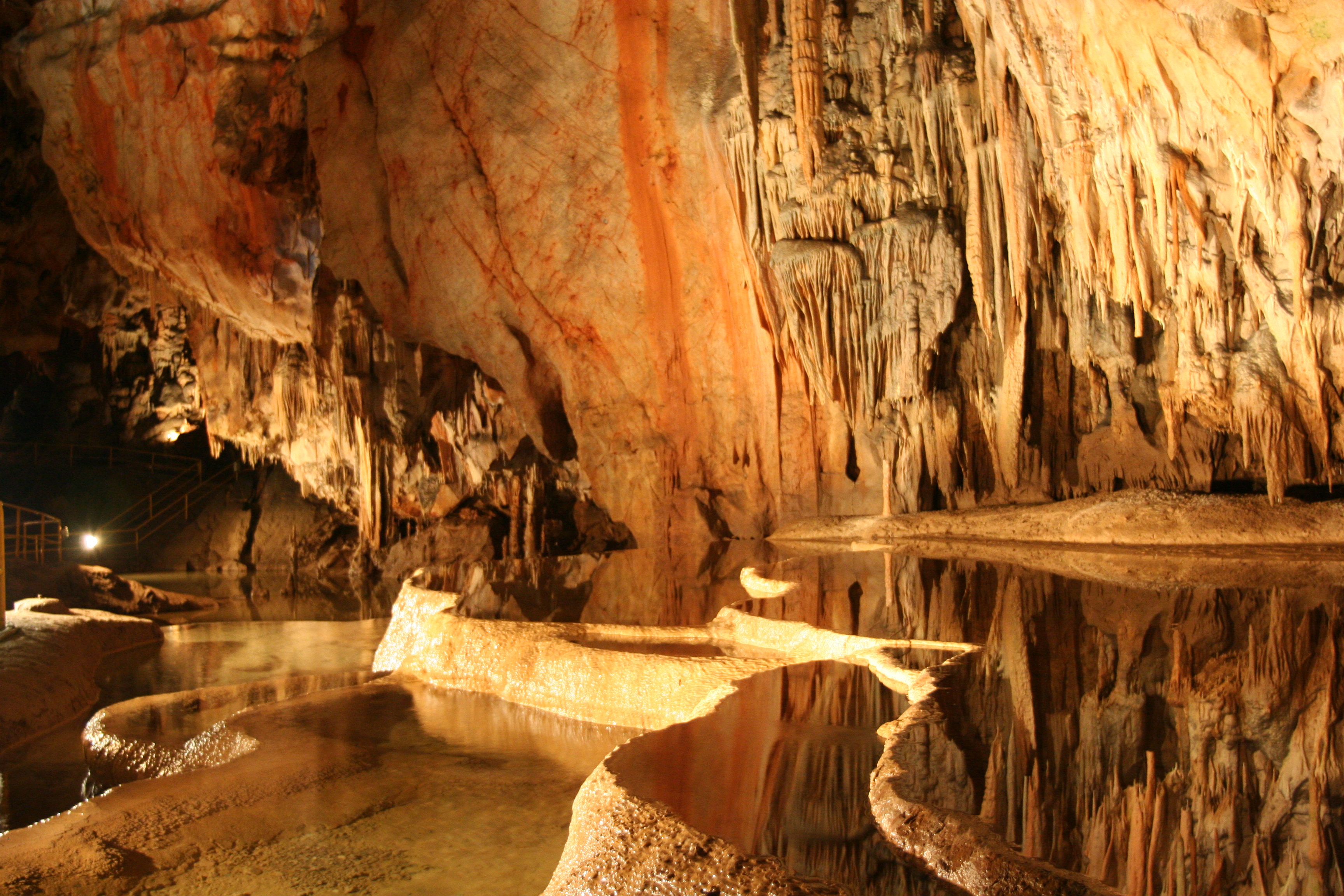
Gururi succesive din peştera Domica, Slovacia.

Gur (plural gururi, din francezul gour, gours), sau bazin de planșeu, este unul dintre cele mai frecvente tipuri de speleotemă, care sunt forme tipice peșterilor. De forma unor baraje arcuit, gururile se formează prin acumularea de calcit și alte minerale ce rezultă în barajele și bazinele din peșteri.

## Descriere
Gururile se prezintă ca bazine ce au o latură proptită de un perete în pantă și cu celelalte laturi ale sale prezentându-se sub forma unui baraj arcuit convex. Gururile au o formă alungită, semi-ovală sau semi-circulară. Comparația cu un baraj nu este numai morfologică ci și funcțională căci în spatele oricărui gur este adunată apă, care de fapt însăși geneza unei astfel de forme speologice.

## Frecvență
Ca frecvență, gururile se plasează imediat după stalactite, stalagmite și draperiile parietale.

## Dimensiuni
Bazinele definite ca gururi pot ajunge până la dimensiuni de câteva zeci de metri.  Cel mai lung, având aproximativ 60 m se găsește în peștera Tham Xe Biang Fai din Laos, iar cel mai înalt, la 22 m, în peștera Actun Kotob din Belize. 